# Casa de Ferro
La Casa de Ferro és un immoble prefabricat, importat de Bèlgica cap a Moçambic i edificat en 1892 per allotjar la residència del governador general. Actualment situada a l'Avinguda Samora Machel de Maputo, fou instal·lada inicialment a l'Avinguda Josina Machel, i hi ha allotjat diverses institucions, com l'Instituto D. Amélia, i abans de la independència nacional el Museu Geogràfic. L'edifici té tres pisos, amb d'una planta rectangular irregular i una teulada a dues aigües. L'accés és a través d'una escala exterior metàl·lica petita, amb baranes i balconada ornamentades amb filigranes.
L'estructura metàl·lica no era adequada al clima tropical i provocava que l'interior fos molt calorós, raó per la qual el governador Rafael Jácome de Andrade no la va utilitzar mai com a residència. Els seus successors van fer el mateix, pel que va ser buida temporalment. El 1893 al casa fou cedida a l'escola de nenes Instituto D. Amelia.
En 1966 l'administració colonial la va posar davant del parc Vasco da Gamma (avui Jardí Tunduru) a l'Avinguda D. Luís (avui Avinguda Samora Machel), però estava buida. Després de la independència de Moçambic s'hi van instal·lar diverses institucions, però hi ha plans per establir-hi un Museu d'Arqueologia. L'edifici va ser renovat en 2014 amb fons de la minera Vale.

## Galeria

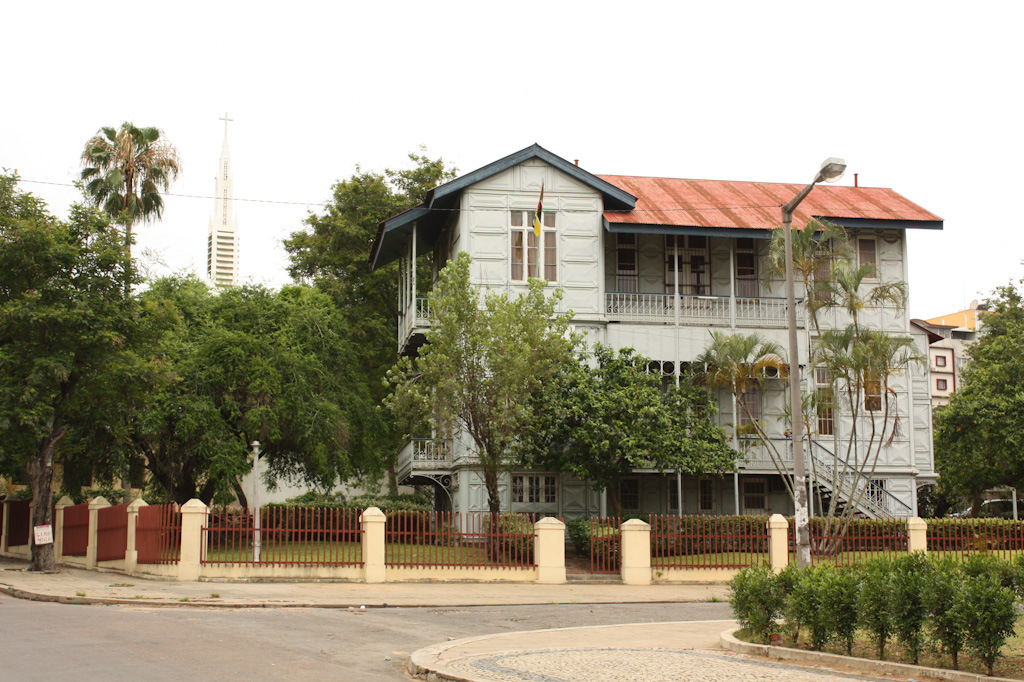
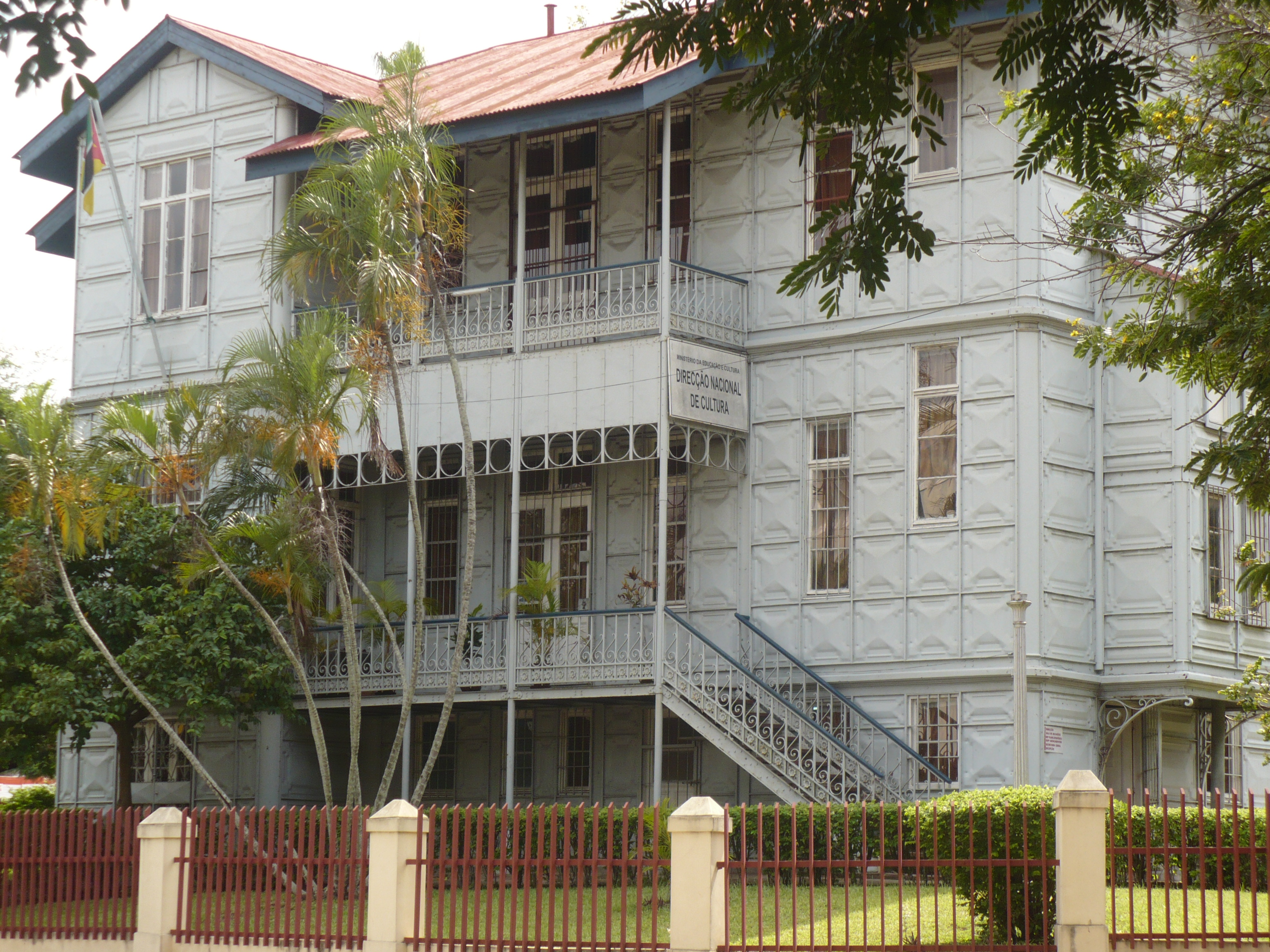